# Escut de Montevideo
L'escut oficial del Departament de Montevideo ha canviat en diferents oportunitats al llarg del temps, essent la seva primera versió la de l'any 1807, mentre que va obtenir la seva forma actual l'any 1903. L'actual escut de Montevideo va ser aprovat el 1903 per la Junta Administrativa Departamental.

## Primera versió
La primera versió de l'escut es va crear el 1807, i estava conformat per un oval amb una corona dalt. En el seu interior, apareixia en color verd el Riu de la Plata. També apareixia el Turó de Montevideo, tot i que hi ha gent que pensa que no era el turó, sinó un castell genèric. Sobre l'esmentat dibuix apareix un llistó amb la frase: Castella és la meva corona. A la vora del riu apareix una espècie de reptil.

## Segona versió
Amb el pas del temps es va modificar. La corona va passar a tenir un aspecte de muralla. La frase «Castella és la meva corona» va canviar de lloc per envoltar l'oval. Als peus del Turó de Montevideo apareixen quatre banderes britàniques sobre el terra, transmetent la idea de la derrota britànica i destacant la victòria espanyola. Aquest fet va tenir lloc quan Montevideo per la col·laboració donada a Buenos Aires en la primera reconquesta, va reclamar les banderes que Liniers li havia capturat als anglesos, però com Buenos Aires no feia cas d'aquestes peticions, va acabar mediant el Rei d'Espanya, qui va decidir que haurien de romandre a Buenos Aires. No obstant això, va reconèixer a Montevideo amb el títol de "Muy Fiel y Reconquistadora" i va admetre que al seu escut fossin les banderes dels britànics vençuts al costat d'altres objectes. També figuren al costat del turó la bandera de les Províncies Unides del Riu de la Plata i una espiga de blat.

## Versió actual
El 1895 l'escut va obtenir una forma molt semblant a l'actual. L'oval es "rectangolitza", i passa a ser envoltat per una branca d'olivera. La corona es converteix definitivament en un castell. L'escut és travessat diagonalment per una espasa i una palma. En el seu interior apareix el Turó de Montevideo, aquesta vegada sense cap element extra a part del Riu de la Plata. Al voltant del marc apareix una famosa frase (en castellà) de José Gervasio Artigas: Con Libertad ni ofendo ni temo. Aquest disseny va ser oficialitzat el 1903 per la Junta Administrativa de Montevideo.